# Вулиця Августина Волошина (Київ)
Ву́лиця Август́ина Вол́ошина — вулиця в Солом'янському районі міста Києва, місцевість Новокараваєві Дачі. Пролягає від Польової вулиці до Відрадного проспекту.
Прилучаються вулиці Кар'єрна, Паустовського, Карпатська, Патріотів, Миронівська, Бориславська.

## Історія
Виникла в середині XX століття (вперше як сформована, але ще не названа, вулиця показана на карті міста 1947 року), мала назву Високовольтна вулиця.
Вулиця мала бути продовженням вулиці Авіаконструктора Антонова і також спроєктована бульваром. Однак шляхопровід через залізницю так і не звели, а одну половину бульвару з часом зайняли гаражі.
Інша частина Високовольтної вулиці 1965 року була відокремлена під назвою вулиця Трудових резервів (нині — Вулиця Миколи Василенка).
1977 року набула назву вулиця Ярослава Галана, на честь українського радянського письменника і журналіста Ярослава Галана.
Сучасна назва на честь президента Карпатської України Августина Волошина — з 2017 року.

## Установи та заклади
- № 2 — центри соціально-психологічної реабілітації дітей та молоді з функціональними вадами Солом'янського району.